# مقاطعة كلاي (تينيسي)
مقاطعة كلاي (بالإنجليزية: Clay County, Tennessee)‏ هي إحدى مقاطعات ولاية تينيسي في الولايات المتحدة. ، وتبلغ مساحتها 671 كم2، بلغ عدد سكانها 7861 نسمة في عام 2010 حسب إحصاء مكتب تعداد الولايات المتحدة وتصل الكثافة السكانية فيها 13 نسمة/كم2.

## أعلام
- فرانك كايل